# Czaplinek
Czaplinek (Duits: Tempelburg) is een stad in het Poolse woiwodschap West-Pommeren, gelegen in de powiat Drawski. De oppervlakte bedraagt 13,51 km², het inwonertal 6969 (2005).

## Verkeer en vervoer
- Station Czaplinek